# Leonidas F. Livingston

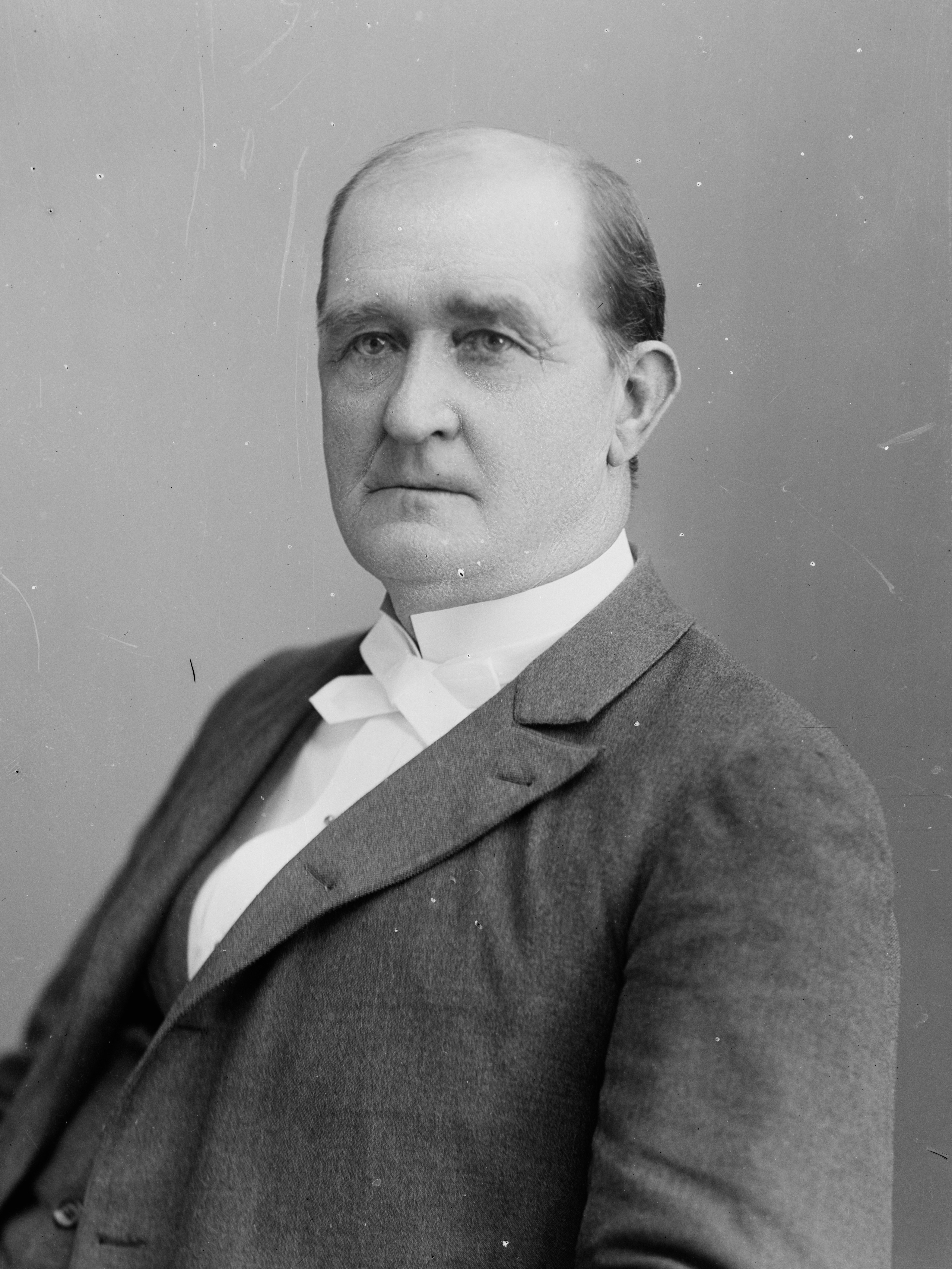
Leonidas F. Livingston

Leonidas Felix Livingston (* 3. April 1832 bei Covington,  Newton County, Georgia; † 11. Februar 1912 in Washington, D.C.) war ein US-amerikanischer Politiker. Zwischen 1891 und 1911 vertrat er den Bundesstaat Georgia im US-Repräsentantenhaus.

## Werdegang
Leonidas Livingston besuchte die öffentlichen Schulen seiner Heimat und arbeitete danach in der Landwirtschaft. Während des Bürgerkrieges war er Soldat im Heer der Konföderation. Danach setzte er im Newton County seine landwirtschaftlichen Tätigkeiten fort. Politisch war Livingston Mitglied der Demokratischen Partei. Zwischen 1876 und 1881 saß er mehrfach als Abgeordneter im Repräsentantenhaus von Georgia; in den Jahren 1882 und 1883 gehörte er dem Staatssenat an. Livingston war Mitglied der landwirtschaftlichen Gesellschaft von Georgia. Elf Jahre lang fungierte er als deren Vizepräsident und vier Jahre lang als Präsident dieser Organisation.
Bei den Kongresswahlen des Jahres 1890 wurde Livingston im fünften Wahlbezirk von Georgia in das US-Repräsentantenhaus in Washington gewählt, wo er am 4. März 1891 die Nachfolge von John D. Stewart antrat. Nach neun Wiederwahlen konnte er bis zum 3. März 1911 zehn Legislaturperioden im Kongress absolvieren. In diese Zeit fiel unter anderem der Spanisch-Amerikanische Krieg von 1898. Damals kamen auch Hawaii und die Philippinen unter amerikanische Verwaltung. Im Jahr 1910 wurde Livingston von seiner Partei nicht für eine weitere Legislaturperiode im Kongress nominiert.
Nach seinem Ausscheiden aus dem US-Repräsentantenhaus arbeitete Livingston wieder als Landwirt im Newton County. Er starb am 11. Februar 1912 in der Bundeshauptstadt Washington und wurde in der Nähe von Covington beigesetzt. Er war mit Martha Griffin (1832–1914) verheiratet, mit der er neun Kinder hatte.